# Ravne Njive (Split)
Ravne Njive – dzielnica Splitu, drugiego co do wielkości miasta Chorwacji. Zlokalizowana jest w północnej części miasta, ma 5 812 mieszkańców i 0,39 km² powierzchni.
Obszar dzielnicy Ravne Njive ograniczają:
- od północy – ulica Hercegovačka,
- od wschodu – ulica Sarajevska,
- od południa – ulica Domovinskog Rata,
- od zachodu – ulica Stinice.

Dzielnice sąsiadujące z dzielnicą Ravne Njive:
- od północy – Brda,
- od wschodu – Neslanovac,
- od południa – Kocunar i Kman,
- od zachodu – Lovret.